# Танкеры типа «Дубна»
Танкеры типа «Дубна» — серия из четырёх средних морских танкеров, строившихся в 1970-х годах для Военно-Морского Флота СССР. Относится к морским судам обеспечения ВМФ.
Служат для обеспечения кораблей и подводных лодок дизельным топливом, мазутом, авиационным керосином, моторным маслом, водой и продовольствием.

## История проектирования и строительства
Небольшие военные танкеры типа «Дубна» были построены финской фирмой «Rauma-Repola» для Советского Союза в 1973 — 1978 годах. Серия этих кораблей состояла из четырёх танкеров, служивших на Черноморском, Северном и Тихоокеанском флотах ВМФ СССР, затем ВМФ России.

## Основные характеристики
Длина судна максимальная по проекту — 130 метров, ширина максимальная по проекту — 20 метров, осадка — 7,0 метров. Полное водоизмещение достигает 12 891 тонн, стандартное водоизмещение (порожнём) — 6022 тонны. Дальность плавания — 8200 морских миль при скорости 13 узлов, или 7000 миль при скорости 16 узлов. Автономность до 60 суток.

### Номенклатура грузов
Средние морские танкеры с минимальными запасами сухих грузов или ёмкостей с возможностью передачи на ходу. Допускает траверзный и кильватерный способы передачи.

## Представители проекта
| Название           | Зав. № | Дата закладки | Дата спуска на воду | Дата зачисления в списки | Флот | Статус | Фотография     |
| ------------------ | ------ | ------------- | ------------------- | ------------------------ | ---- | --- | -------------- |
| «Дубна»            | 228    | н/д           | 15.01.1974          | 19.12.1974               | СФ   | — |                |
| «Иркут» IMO7359321 | 229    | н/д           | 11.04.1975          | .12.1975                 | ТОФ  | с 31 июля 1996 года по 2000 год находился во фрахте у частной компании |                |
| «Печенга»          | 244    | н/д           | 03.02.1978          | 10.01.1979               | ТОФ  | В строю |                |
| «Свента»           | 245    | н/д           | 25.08.1978          | .04.1979                 | ЧФ   | По разделу Черноморского флота 1997 года отошёл украинской стороне, где получил название «Керчь» (бортовой U758), затем продан кипрской компании В 2004 г. судно было списано и разобрано на металл в Читтагонге (Бангладеш). | нет фотографии |

## Служба
Танкеры типа «Дубна» активно используются в ВМФ России для снабжения удалённых воинских частей, кораблей на БД, эскортирования ОБК. Принимают участие в международных учениях и манёврах.

### СМТ «Иркут»
В середине 1990-х годов готовился к продаже по цене металлолома — за 240 тысяч долларов в ООО «Ойл-Компакт», в обход прямого запрета Госкомимущества на продажу, для чего был исключён из состава ТОФ приказом от 13 июля 1996 года. Сделку удалось остановить только после личного вмешательства министра обороны Маршала Российской Федерации Игоря Сергеева. Заменив её контрактом о фрахте до 2000 года.
Май 2009 года — БС в Аденском заливе в составе 2-го ОБК БПК «Адмирал Пантелеев», СМТ «Ижора» и МБ-37.
Ноябрь 2011 года — деловой заход в канадский порт Ванкувер.
Октябрь 2012 года — БС в Аденском заливе в составе 8-го ОБК БПК «Маршал Шапошников» и СБС «Алатау».
Март — май 2014 года — боевая служба в Индийском океане и участие в многонациональном учении «Комодо-2014» в составе ОБК БПК «Маршал Шапошников» и СБС «Алатау». Отряд кораблей совершил визиты в порты Карачи (Пакистан), Коломбо (Шри-Ланка), Виктория (Сейшельские острова), Камрань (Вьетнам).
С 1 апреля 2019 года совершает дальний морской поход с заходами в порты государств Азиатско-Тихоокеанского региона. Примет участие в российско-китайском военно-морском учении «Морское взаимодействие-2019».

### СМТ «Печенга»
11 апреля 2017 года СМТ «Печенга» посетил порт Пусан Республики Корея.
07.05 — 12.07.2018 года — дальний поход в отряде с большими противолодочными кораблями «Адмирал Трибуц» и «Адмирал Виноградов». В течение двух месяцев корабли ТОФ решали задачи в Азиатско-Тихоокеанском регионе и совершили деловые заходы в порты Камбоджи, Таиланда, Вьетнама (03-06.06.2018 Камрань), Филиппин и Японии.